# Вучетич, Николай Гаврилович
Николай Гаврилович Вучетич (1845―1912) — детский писатель, драматург.

## Биография
Из черногорских дворян. Отец Вучетича, генерал-майор, известен своей деятельностью на Кавказе; мать (урождённая Волкова) ― дочь ставропольского городского головы. Первое произведение ― этнографический очерк «Четыре месяца в Дагестане», опубликованный в газете «Кавказ» (1864). Окончил Тифлисскую гимназию (1864). Учился в Петербурге ― в Медико-хирургической академии (1864―1867), затем на физико-математическом факультете Санкт-Петербургского университета, откуда был уволен по прошению (1871). 
Служил в Астрахани младшим помощником правителя губернской канцелярии (1871―1874); секретарём управления рыбными промыслами и Нижнем Новгороде. Работал в кадетском корпусе (1880 ― воспитатель, 1881 ― преподаватель французского языка). Податной инспектор Казённой палаты (1885). В 1889 году по состоянию здоровья переехал в Аккерман, где служил в той же должности, затем в Одессу (1892). Статский советник (1892). В отставке с 1894 года. Литературную известность Вучетичу принесла драма «В крутых берегах» (1879), где любовный «треугольник», разрешается самоубийством героя. Благодаря актуальности конфликта и динамичности действия, пьеса шла как на императорских, так и на частных театральных сценах (1889). Вучетич был членом совета и режиссёром нижегородского музыкально-драматического кружка, участником благотворительных спектаклей, агентом Общества русских драматических писателей и композиторов. Неоднократные ходатайства Вучетича о разрешении на собственные периодические издания (в 1883 ― «Большой газеты», совместно с П. П. Игнациусом; в 1895 ― журнала для детей «Маяк», в 1902 ― «Детского журнала», совместно с А. Н. Молчановым) были отклонены.
Сотрудничал в «Северном вестнике» и «Русской летописи» (1880-е), «Историческом вестнике» (где опубликовал мемуары о военных и государственных деятелях ― 1908, 1909, 1913), особенно активно (1870―1880-е гг.) ― в детских журналах «Задушевное слово», «Родник», «Детское чтение», «Детский отдых». Из числа рассказов для детей выделяются «Красный фонарь» (1879; 13-е издание ― 1927) и «Митина нива» (1881; 7-е издание ― 1912), получившие первые премии (за 1879 и 1880) на конкурсе петербургского Фреёбелевского общества. Герои произведений Вучетича преимущественно люди трудной судьбы (крестьяне, рыбаки, охотники). Некоторые рассказы Вучетича были при его жизни были переведены на французский, немецкий, английский и датский языки.
Другие произведения. Рассказы: «Две ёлки» (1881), «На льдине» (1881), «Два пугача» (1895), «Злой человек» (1895), «Кузя» (1896), «Божьи дети» (1896), «Норд-Звезда» (1897), «Соловей» (1900), «Рассказы для детей» (1902).